# Sybra piceomacula
Sybra piceomacula är en skalbaggsart som beskrevs av J. Linsley Gressitt 1951. Sybra piceomacula ingår i släktet Sybra och familjen långhorningar. Inga underarter finns listade i Catalogue of Life.